# Nguyên Thánh vương
Nguyên Thánh Vương (trị vì 785-798, mất năm 798) là vị quốc vương thứ 38 của Tân La. Ông là hậu duệ đời thứ 12 của Nại Vật ni sư kim và có bà cố nội là công chúa Kim Huấn Nhập (Kim Hun-ib), con gái của Thái Tông Vũ Liệt Vương và Văn Minh Vương hậu. Phụ thân của ông là Kim Hiếu Nhượng (Kim Hyo-yang), mẫu thân của ông là Kế Ô (Gye-o) phu nhân, con gái của Pak Chang-do. Vương hậu của Nguyên Thánh Vương là Liên Hoa (Yeonhwa) Phu nhân hoặc Thục Trinh (Sukjeong) Phu nhân, con gái của Giác can Kim Thần Thuật (Kim Sin-sul). Ông có tên húy là Kim Kính Tín (金敬信, 김경신)
Năm 780, Nguyên Thánh Vương chiến đấu cùng người họ hàng Kim Lương Tướng (Kim Yang-sang) để tiêu diệt cuộc nổi dậy của Kim Chí Trinh (Kim Ji-jeong). Quân nổi dậy đã sát hại Huệ Cung Vương, và Kim Lương Tướng trở thành Tuyên Đức Vương. Vị quốc vương mới phong cho Nguyên Thánh tước hiệu thượng đại đẳng. Sau khi Tuyên Đức qua đời mà không có người kế vị năm 785, các quý tộc đã chọn Nguyên Thánh Vương làm vua.
Khi đó, vua Bột Hải Văn Vương của vương quốc Bột Hải cũng củng cố quan hệ với Tân La, thế lực đã thống nhất bán đảo Triều Tiên phía nam Bột Hải. Bấy giờ, Tân La đạo (Sillado), con đường giao thương buôn bán giữa Bột Hải với Tân La đã được thiết lập. Vua Bột Hải Văn Vương giám sát sự phát triển của tuyến thương mại được gọi là Tân La đạo (Hangul: 신라도, Hanja: 新羅道) này. Con đường thương mại của Tân La bắt đầu tại Đông Kinh nằm ở trung tâm tỉnh Yongwon của vương quốc Bột Hải, đi xuống dọc theo bờ biển qua tỉnh Hamgyong ngày nay. Tuyến đường này cũng đi qua Nam Kinh của vương quốc Bột Hải, được thành lập với mục đích tiến hành thương mại giữa vương quốc Bột Hải với Tân La. Kể từ những năm 1980, một số lượng lớn các địa điểm khảo cổ liên quan đến Bột Hải đã được khai quật ở Bắc Triều Tiên; trong số những địa điểm đó, thành trì tại Bukcheong và địa điểm tu viện tại Omae-ri ở thành phố Sinpo là những địa phương tham gia vào hoạt động thương mại giữa Bột Hải và Tân La. Con đường dẫn từ Pukchong - Nam Kinh của vương quốc Bột Hải, dọc theo bờ biển đến sông Yonghung; bên kia sông là quận Chonjeong (Jeonjeong) của Tân La.
Năm 787, Nguyên Thánh Vương cử đoàn triều cống sang nhà Đường (đời vua Đường Đức Tông) và thỉnh cầu sắc phong. Vua Đường Đức Tông công nhận Nguyên Thánh Vương là vua Tân La. Năm 788, ông cho mở kỳ thi khoa cử đầu tiên của Tân La theo mô hình của nhà Đường. Năm 790 Nguyên Thánh vương phái Kim Ngạn Thăng đi sứ sang nhà Đường (đời vua Đường Đức Tông), nơi ông ấy đã thể hiện được mình và được vua Đường Đức Tông ban cho một tước hiệu cao. Cùng năm 790, bọn hải tặc do Lý Đạo Hình dẫn đầu đã đánh vào đảo Thanh Hải trấn (Cheonghaejin) của Tân La, bọn chúng giết hại nhiều bá tánh, bắt bớ nhiều phụ nữ mang đi. Bọn hải tặc bắt những người còn lại ở Thanh Hải trấn làm nô lệ rồi bán họ làm nô lệ ở kho đóng tàu tại Thanh Hải trấn (đảo Thanh Hải).
Từ năm 795, vua Bột Hải Khang Vương của vương quốc Bột Hải có các hoạt động thương mại với Tân La và cũng thường xuyên cử sứ thần sang Tân La.
Sau khi qua đời năm 798, ông được chôn ở phía nam chùa Bongdeoksa. Do con trai ông là Huệ Trung Thái tử Kim Nhân Khiêm (Kim In-gyeom) qua đời trước ông nên con của Kim Nhân Khiêm (cháu nội của ông) là Kim Tuấn Ung (金俊邕, 김준옹) lên kế vị ngôi vua Tân La, tức là vua Tân La Chiêu Thánh Vương.